# Dark Rift
Dark Rift és un videojoc de lluita en 3D per a Nintendo 64, notable per ser el primer joc de N64 a utilitzar 60 imatges per segon. Es coneix com el primer joc de lluita natiu de la Nintendo 64, encara que en realitat és un port d'una cancel·lació d'un joc de Sega Saturn. A més, es va anunciar en un principi que la versió per a Microsoft Windows del joc precediria la versió de Nintendo 64 en un mes.
Originalment es va anunciar sota el títol de "Criticom II", i és el segon dels tres jocs de lluita desenvolupats per Kronos Digital, entre Criticom i Cardinal Syn.